# Zalka Máté
Zalka Máté, született: Frankl Béla (Matolcs, 1896. április 23. – Huesca, Spanyolország, 1937. június 11.) író, tábornok.

Zalka Máté utolsó fényképe

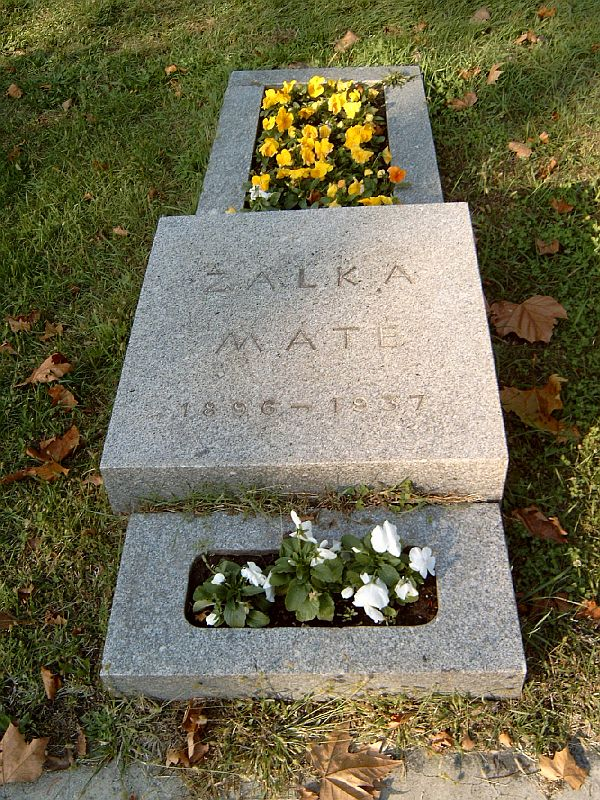
Zalka Máté sírja Budapesten. Kerepesi temető Mm. B. 20.

## Élete
Frankl Mihály izraelita vallású kocsmáros és Weisz Fáni gyermekeként született Frankl Béla néven Matolcson, 1896. április 23-án, délelőtt 9 órakor. A később felvett Zalka Máté álnevet a szülőhelyéhez közeli Mátészalka város ihlette. Kispolgári családból származott, érettségi vizsgát a szatmárnémeti felsőkereskedelmi iskolában tett. Az első világháborúban a m. kir. 12. honvéd gyalogezredben szolgált, először Doberdónál harcolt az olasz fronton, később átvezényelték az orosz frontra, ahol 1916 júniusában megsebesült és fogságba esett mint hadapródőrmester. 1919 őszén megszökött a krasznojarszki hadifogolytáborból (Szibéria), majd partizáncsoportot alakított, a Vörös Hadsereghez 1920 elején csatlakozott. Krasznojarszk elfoglalásában is részt vett, majd 1920-tól az oroszországi kommunista párt (bolsevik) tagja lett.
... Harcolt Szibériában, harcolt az Urálban, Közép-Ázsiában, Ukrajnában és a Krímben ... Hét ízben sebesült meg ... sok nagyszerű tette közül katonai szempontból a legkiemelkedőbbet a Krímet megszállva tartó Vrangel báró és annak angol támogatói ellen hajtotta végre. Ő vezette egyikét annak a három gyalogezrednek, amelyek apály idején, a tengernek pár órára sekélyvizű szélét taposva, megkerülték a bevehetetlennek hirdetett Perekopi erődöt.
Miután a polgárháború véget ért, irodalmi tevékenységet folytatott Moszkvában. Első elbeszélése 1924-ben jelent meg, első kötete orosz nyelven látott napvilágot Moszkvában. Műveinek témái főként az első világháborúval és az orosz polgárháborús eseményekkel foglalkoznak.
1928–1936-ban Zalka Máté magyar író szinte minden nyáron ellátogatott a Poltava környékén fekvő Bilikibe.
1936-ban önként jelentkezett a spanyol köztársasági harcosok soraiba. A spanyol polgárháborúban Lukács Pál néven tábornoki rendfokozatban szervezte a nemzetközi brigádokat. 1937 nyarán esett el, amikor autóját tüzérségi tűz érte a Huesca alatti harcokban.

## Művei
- Doberdo (Moszkva, 1936, Budapest, 1947) ISBN 9631118541 (1979)
- Összes munkái (Moszkva, 1948)
- Válogatott elbeszélései (Budapest, 1952)
- Ivanov és más elbeszélések (Budapest, 1954)
- A bolygók visszatérnek (Budapest, 1966)
- Az éneklő börtön (Budapest, 1966)

## Emlékezete
- Zalka Máté tér Kőbányán (ma Liget tér, a Liget tér 1. számú ház kapuja felett változatlanul olvasható a közterület rendszerváltás előtti neve)
- Honvéd Zalka Máté SE  – Gyöngyös
- Zalka Máté Kollégium – Budapest
- Zalka Máté lakótelep – Dorog (ma Baross Gábor-lakótelep)
- Zalka Máté Szakközépiskola – Berettyóújfalu (ma Bessenyei György Technikum)
- Zalka Máté Általános Iskola - Budapest, Soroksár (ma Grassalkowich Antal Általános Iskola)
- Zalka Máté Gimnázium – Fehérgyarmat (ma Deák Ferenc Gimnázium)
- Zalka Máté Általános Gépipari Technikum – Miskolc, 1955-től, Zalka Máté Gépipari Technikum és Szakközépiskola 1969-től (ma Miskolci SZC Andrássy Gyula Gépipari Szakgimnáziuma és Szakközépiskolája)
- Zalka Máté Katonai Műszaki Főiskola – Budapest, 1967-től 1991-ig (ma Zrínyi Miklós Nemzetvédelmi Egyetem Bolyai János Katonai Műszaki Főiskolai Kar)
- Zalka Máté Laktanya – Lillafüred (ma részben DVTK Szabadidőpark)
- Zalka Máté Laktanya – Szeged (később Török Ignác laktanya, ma Vadaspark lakópark)
- Zalka Máté utca Fonyód, ma Zichy Mihály utca
- Zalka Máté utca Budapest, III. kerület, Csillaghegy, ma Bocskai utca
- Zalka Máté utca Békésszentandrás, ma Melis György utca
- Zalka Máté utca Záhony
- Zalka Máté utca Eger, ma Malomárok utca
- Zalka Máté utca Siófok, ma Máté utca
- Zalka Máté utca Zajk
- Zalka Máté utca Csolnok